# Villa Malmos
Le villa Malmos (en hongrois : Malmos-villa) est un édifice situé dans le 12e arrondissement de Budapest.